# Genova Piazza Principe

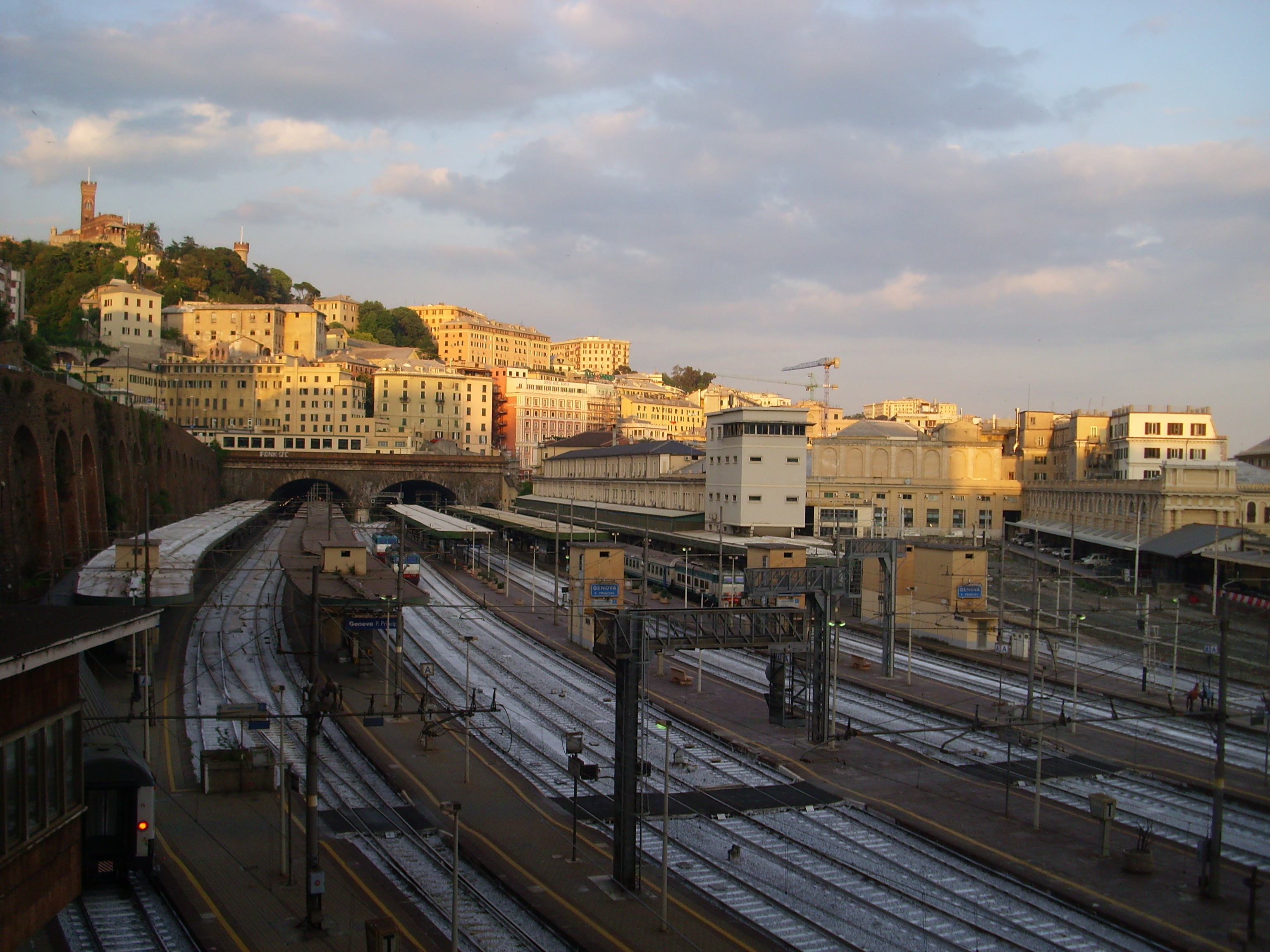
Widok na perony

Genova Piazza Principe (wł: Stazione di Genova Piazza Principe) – druga co do wielkości stacja kolejowa w Genui, w regionie Liguria, we Włoszech. Stacja posiada 7 peronów.
Położona jest na placu Acquaverde, zajmując całą północną stronę Via Andrea Doria, blisko Palazzo del Principe, któremu zawdzięcza swoją nazwę. Innym dużym dworcem Genui jest Genova Brignole.
Stacja obsługuje około 66 000 użytkowników dziennie oraz 24 mln rocznie. W kategoryzacji RFI posiada kategorię platynową.

## Historia
Stacja wywodzi swoją nazwę od przyległego Piazza del Principe, położonego obok Palazzo del Principe Andrea Doria w Fassolo, i zajmuje obszar między Piazza del Principe, Via Andrea Doria i Piazza Acquaverde, gdzie znajduje się główne wejście.
Budynek został zaprojektowany przez architekta Alessandro Mazzucchetti. Budowa rozpoczęła się w 1853 roku, a dworzec został oddany do użytku w 1860 roku; na inaugurację połączenia Turyn – Genua w 1854 przygotowany został jedynie dworzec tymczasowy.
W 1872 roku został otwarty tunel łączący tę stację bezpośrednio ze stacją Genova-Brignole. Niektóre perony zostały umieszczone w tunelu; obsługują one pociągi kursujące w kierunku stacji Genova-Brignole. W związku z przebudową stacja otrzymała charakter czołowo-przelotowy.
W dniu 15 maja 1916 linie kolejowe przechodzące przez stację zostały zelektryfikowane. Elektryfikacja została wprowadzona najpierw na linii Rzym-Genua, a później na trasie Mediolan-Genua. W czasie wojny, podobnie jak miało to miejsce na innych dworcach kolejowych we Włoszech, metalowy dach został zdemontowany w celu uzyskania metalu.